# Bisbat de Teano-Calvi
El bisbat de Teano-Calvi (italià: diocesi di Teano-Calvi; llatí: Dioecesis Theanensis-Calvensis) és una seu de l'Església catòlica, sufragània de l'arquebisbat de Nàpols, que pertany a la regió eclesiàstica Campània. El 2010 tenia 81.200 batejats d'un total de 83.000 habitants. Actualment està regida pel bisbe Arturo Aiello.

## Territori
La diòcesi comprèn els 22 municipis següents de la província de Caserta: Caianello, Calvi Risorta, Camigliano, Conca della Campania, Francolise, Galluccio, Giano Vetusto, Marzano Appio, Mignano Monte Lungo, Pastorano, Pietramelara, Pietravairano, Pignataro Maggiore, Presenzano, Riardo, Roccamonfina, Roccaromana, Rocchetta e Croce, Sparanise, Teano, Tora e Piccilli i Vairano Patenora
La seu episcopal és la ciutat de Teano, on es troba la catedral de Sant Climent. A Calvi Risorta hi ha la cocatedral de Santa Maria Assunta.
El territori està dividit en 70 parròquies.

## Història

### Teano
Segons la tradició la diòcesi de Teano va ser erigida durant el segle iv. No obstant això, després de tres bisbes del segle iv, la cronologia és incompleta fins a la segona meitat del segle ix. La catedral original va ser construïda a la font on Sant Paride hauria perseguit al drac i es remunta al segle iv.
Cap al començament del segle ix es construí una nova catedral a la tomba de Sant Paride, dedicada, però, a Sant Terenziano, del qui es van obtenir les relíquies vers el 1050. L'església, que ja havia estat danyat per les incursions dels sarraïns, va ser cremada pels normands el 1062.
El 14 d'agost de 966, la diòcesi es va convertir en sufragània de l'arxidiòcesi de Càpua.
Al segle xii es va construir una nova catedral després de la destrucció del 1062. Posteriorment dos més patiren destrucció: el 1520 per un incendi i durant la Segona Guerra Mundial. Es va dedicar de nou en 1957.
Després del Concili de Trento es va establir el seminari episcopal, que al principi de l'episcopat de Giovanni Paolo Marincola tenia 12 alumnes. El seminari, però va disminuir ràpidament durant l'episcopat del bisbe Serafino, a cavall dels segles xvi i xviii. Durant la primera meitat del segle xviii es va produir l'expansió del seminari de Teano amb el bisbe Giberti.
Alsegle XVIII el bisbe Dominico Antonio Cirillo es va ocupar de la història de la diòcesi i va fer compilar un volum que recollia documents d'arxiu; el treball seria cremada pels nazis en 1943.

### Calvi
La diòcesi de Calvi també té un origen antic. Si s'accepta com el primer bisbe a Calepodio, que va consagrar en 307 un altar a Sant Cast, la diòcesi pot ser anterior al segle iv. La primitiva catedral de Sant Cast va ser construïda al segle IV a la necròpolis pagana i probablement va ser ampliat al segle v.
Cap al final del segle ix, o potser al segle x s'erigí també a Calvi una nova catedral. Els terratrèmols i les incursions aviat la van malmetre i en 1452 va ser restaurada pel bisbe Angelo Mazziotta.
El 14 d'agost de 966, es va convertir en la diòcesi sufragània de l'arquebisbat de Càpua.
En 1583 l'informe de la visita pastoral realitzada pel bisbe de Calvi Fabio Maranta ens informa de les ruïnes de l'antiga catedral de Sant Cast: proveïda d'una porta la catedral servia com a refugi nocturn ocasional per als homes i els animals. No obstant això, es continuava per celebrant solemnement, cada any al 22 de maig, la festa de Sant Cast. L'església, de la qual avui només queden les seves ruïnes, es va oficiar fins a 1680, segons el bisbe escriu Filippo Positano en el seu informe de 1727. L'informe de 1583 també denuncia del trastorn de la nova catedral: sostre trencat, tombes descobertes, ossos apilats a granel a la cripta, la molsa a les parets. El cementiri va ser construït al voltant de l'església i no tenia cap porta, de manera que podien entrar-hi els animals. El Bisbe Maranta augmentà el nombre de canonges de dos a nou, va fer recitar l'ofici sencer i portà a terme els treballs de restauració necessaris, començant la construcció de la torre del campanar. En 1647 la insurrecció de Masaniello va devastar Calvi en represàlia contra la família del bisbe: el palau del bisbe va ser destruït i la catedral danyada. El bisbe es va veure obligat a abandonar Calvi i residir a Pignataro. En els últims anys la pesta assotà i despoblà tant Calvi com Teano. En 1686 el palau del bisbe de Calvi encara consistia en una senzilla estança.
El final del segle xvii, coincidint amb l'episcopat del'dominic Vincenzo Maria de la Silva, per la diòcesi de Calvi va ser un període de recuperació, durant el qual es buscà una solució al problema del seminari: va projectar-se un seminari amb dotze llocs amb un mestre de cant, un de gramàtica i un rector; la intenció del bisbe del seminari era posar fi a una dolorosa ignorància del clergat i dels candidats al sacerdoci.
La primera meitat del segle xviii va veure l'establiment del seminari de Calvi per impuls del bisbe Filippo Positano. El nou seminari va ser beneït personalment per Papa Benet XIII el 16 de maig de 1727. El bisbe també va fundar el Monte frumentario, un institut de crèdit agrícola, que oferia als agricultors una alternativa a la usura.

### Teano-Calvi
El 27 de juny de 1818 les dues diòcesis es van unir aeque principaliter mitjançant la butlla De utiliori del Papa Pius VII, prenent el nom de diòcesi de Calvi i Teano.
A mitjans del segle xix la diòcesi a través d'un període de declivi, principalment a causa de la propagació de l'anticlericalisme, que va causar un descens de les vocacions sacerdotals. De 1860 a 1866 al bisbe Bartolomeo d'Avanzo se li va impedir entrar a la diòcesi, perquè no tenia el placet del govern. Des Sorrento, on va viure a l'exili, liderà una batalla contra la maçoneria i després d'entrar a la diòcesi va insistir en la reobertura dels seminaris. Pels seus mèrits i per la defensa de la infal·libilitat papal al Concili Vaticà I va ser fet cardenal pel Papa Pius IX.
Va ser succeït pel bisbe Alfons Maria Giordano, qui havia estat el seu coadjutor, del qual es recorda la generositat durant l'epidèmia de còlera de 1884. V tornar a obrir seminaris Teano i Visciano.
Albino Pella va governar la diòcesi des 1908 al 1915, tractant de difondre un model de vida cristiana més madura. Volia reemplaçar la devoció popular per una pràctica cristiana regular, il·luminada per la llum de la catequesi. Les seves obres socials, la "Casa Rural Catòlica" contra la usura i la Società di mutuo soccorso entre els treballadors, eren també intents de racionalitzar i orientar l'acció pastoral.
El bisbe Calogero Licata en 1921 va aconseguir unir els dos seminaris, suprimint el de Visciano per reduir els costos. Va morir després de caure d'una bastida del seminari de Teano en 1924.
Durant la Segona Guerra Mundial les diòcesis van ser regides pel bisbe Tamburini. El 5 d'octubre de 1943 els alemanys van prendre el bisbe ja malalt per portar-lo a un convent. El 6 d'octubre Teano va ser bombardejada i es destruí la catedral. El bisbe va morir el gener de l'any següent, jutjat per les desgràcies de la guerra.
El 12 de maig de 1952, amb el breu Vitae huius iactati, el Papa Pius XII va proclamar a la Verge de Lattani patrona de la diòcesi de Calvi i Teano amb el títol de Regina Mundi.
El 30 d'abril de 1979 es va suprimir la província eclesiàstica de l'arxidiòcesi de Càpua i es va convertir en diòcesi sufragània de l'arxidiòcesi de Nàpols.
El 30 de setembre de 1986, en virtut del decret Instantibus votis de la Congregació per als Bisbes, la unió entre les dues diòcesis esdevingué plena i la diòcesi resultant va prendre el seu nom actual.

## Cronologia episcopal

### Bisbes de Teano
- San Paride † (vers 333 - 346 mort)
- Sant'Amasio † (vers 346 - 356 mort)
- Sant'Urbano † (vers 356 - ?)
- Quinto ? † (citat el 499)
- Domnino † (meitat del segle vi)
- Anonimo † (citat el 728)
- Mauro † (inici del segle ix)
- Lupo † (? - vers 860 mort)
- Ilario, O.S.B. † (860 - 867)
- Stefano † (867 - ?)
- Leone, O.S.B. † (citat all'879 vers)
- Angelario † (vers 886 - 5 de desembre de 889 mort)
- Lando † (citat el 987)
- Sandario † (citat el 1006 vers)
- Isembardo † (1049 - ?)
- Arduino † (citat el 1059)
- Guglielmo I † (1071 - ?)
- Pandolfo, O.S.B. † (citat el 1126)
- Raul † (1144 - ?)
- Pietro I † (inicis de 1171 - finals de 1192)
- Teodino † (de setembre de 1193 - 1227 mort)
- Roffredo † (inicis de 1229 - 23 d'octubre de 1239 mort)
- Ugo † (1254 - ?)
- Guglielmo II † (inicis de 1274 - 1295 mort)
- Nicola † (9 d'agost de 1296 - finals de 1304 mort)
- Adenolfo † (inicis de 1305 - 1309 mort)
- Goffredo Galluzzi † (1310 - 1338 mort)
- Pietro II † (23 de març de 1338 - ? mort)
- Omodeo † (16 de juliol de 1342 - ? mort)
- Bartolomeo Papazzurri, O.P. † (30 de maig de 1348 - 24 de maig de 1353 nomenat bisbe de Chieti)
- Marino de Giudice † (24 de maig de 1353 - 16 d'abril de 1361 nomenat arquebisbe de Amalfi)
- Giovanni Muzio † (11 d'agost de 1361 - 1363 mort)
- Francesco da Messina, O.P. † (20 de desembre de 1363 - 1369)
- Tommaso della Porta † (5 de març de 1369 - 19 de gener de 1372 nomenat arquebisbe de Reggio Calàbria)
- Alessandro † (19 de gener de 1372 - finals de 1375)
- Antonio Petrucci † (inicis de 1383 - 27 de setembre de 1393 nomenat bisbe de Penne)
  - Giovanni da Eboli, O.F.M. † (1388 - 19 de maig de 1422 dimití) (antibisbe)
- Niccolò de Diano † (23 d'octubre de 1393 - 12 de març de 1411 nomenat arquebisbe de Nàpols)
- Gaspare de Diano † (30 de juny de 1412 - ?)
- Giovanni Cristoforo Crisponi † (26 de gener de 1418 - 1443 mort)
- Martino de Belinzo, O.Cist. † (25 de febrer de 1443 - 1458 mort)
- Niccolò Forteguerri † (25 de novembre de 1458 - 21 de desembre de 1473 mort)
- Orso Orsini † (22 de març de 1474 - 1495 mort)
- Francesco I Borgia † (19 d'agost de 1495 - 6 de novembre de 1499 nomenat arquebisbe de Cosenza e administrador apostòlic di Teano)
  - Francesco I Borgia † (6 de novembre de 1499 - 5 de juliol de 1508 dimití) (administrador apostòlic)
  - Francesco II Borgia † (5 de juliol de 1508 - 1531 dimití) (administrador apostòlic)
  - Giovanni Salviati † (21 de juny de 1531 - 30 d'abril de 1535 dimití) (administrador apostòlic)
- Antonio Maria Sartori † (30 d'abril de 1535 - 1556 mort)
- Girolamo Michele Nichesola, O.P. † (11 de gener de 1557 - d'agost de 1566 mort)
- Arcangelo de' Bianchi, O.P. † (16 de setembre de 1566 - setembre de 1575 dimití)
- Giovanni Paolo Marincola † (18 de setembre de 1575 - 1588 dimití)
- Vincenzo Brancaleoni † (9 de març de 1588 - 1588 mort)
- Vincenzo Serafino † (3 d'octubre de 1588 - 1615 mort)
- Angelo della Ciaia † (24 de febrer de 1616 - novembre de 1616 mort)
- Miguel Ángel Zaragoza Heredia † (27 de febrer de 1617 - d'agost de 1622 mort)
- Ovidio Lupari † (9 de gener de 1623 - 1626 mort)
- Juan de Guevara, C.R.M. † (22 de març de 1627 - d'agost de 1641 mort)
- Muzio de Rosis † (14 de juliol de 1642 - setembre de 1654 mort)
- Paolo Squillanti † (7 de desembre de 1654 - 2 de gener de 1660 mort)
- Ottavio Boldoni, B. † (15 de novembre de 1660 - febrer de 1680 mort)
- Giuseppe Nicola Giberti † (12 de maig de 1681 - 29 de novembre de 1697 dimití)
- Domenico Pacifico † (27 de gener de 1698 - setembre de 1717 mort)
- Giuseppe Del Pozzo † (11 de febrer de 1718 - d'agost de 1723 mort)
- Domenico Antonio Cirillo † (14 de febrer de 1724 - d'agost de 1745 mort)
- Angelo Longo, O.S.B. † (9 de març de 1746 - 19 d'octubre de 1749 mort)
- Domenico Giordani † (1 de desembre de 1749 - 7 de juliol de 1755 dimití)
- Aniello Broya † (17 de novembre de 1755 - novembre de 1767 mort)
- Giovanni Giacomo Onorati † (25 de gener de 1768 - 12 de maig de 1777 nomenat bisbe de Troia)
- Filippo d'D'abril de † (23 de juny de 1777 - 27 de febrer de 1792 nomenat bisbe de Melfi e Rapolla)
- Raffaele Pasca, O.S.B. † (26 de març de 1792 - vers 1795 mort)
- Nicola Vecchi † (18 de desembre de 1797 - 1808 mort)
  - Sede vacante (1808-1818)

### Bisbes de Calvi
- Calepodio ? † (citat el 307)
- Liberio † (? - 30 de gener de 405 mort)
- Ruffo † (? - 4 de desembre de 414 mort)
- Giusto † (citat el 490 vers)
- Valerio † (citat el 499)
- Aucupio † (? - 31 de desembre de 513 mort)
- Claudio † (? - 2 de juliol de 556 mort)
- Leone da Capua † (? - 6 d'agost de 567 mort)
- Podio † (citat el 721)
- Rodolfo † (inicis de 761 - 4 d'abril de 767 mort)
- Silvio † (? - 1 d'octubre de 797 mort)
- Niceta † (798 - 12 de desembre de 814 mort)
- Passivo † (inicis del'823 - 6 de juliol de 827 mort)
- Ferdinando † (inicis del'829 - 837 mort)
  - Valentino † (838 - 842 mort) (bisbe electe)
- Andrea † (citat all'853)
- Alderico † (citat el 979)
- Pietro da Capua † (inicis de 1041 - 30 de juny de 1044 mort)
- Tancredi † (citat el 1074)
- Anonimo † (citat el 1094)
- Anonimo † (citat el 1233)
- Edoardo, O.Cist. † (? - vers 1245 mort)
- Palmerio † (? - 23 de juliol de 1252 nomenat arquebisbe de Boiano)
- Pietro I † (citat el 1254)
- Isembardo † (inicis de 1265 - 23 de març de 1271 mort)
- Gregorio † (citat el 1272)
- Landolfo † (? - 15 de maig de 1289 mort)
- Roberto † (? - 1291 mort)
- Enrico † (citat el 1301)
- Pietro II † (inicis de 1304 - 1311 mort)
- Federico † (1311 - ?)
- Baliano † (citat el 1320)
- Giovanni †
- Taddeo da Capua † (1330 - 1332 mort)
- Giovanni de Concivis, O.Min. † (30 d'octubre de 1332 - vers 1343 dimití)
- Stefano, O.Carm. † (9 de febrer de 1343 - vers 1344 mort)
- Giovanni da Arpino, O.Min. † (31 d'agost de 1344 - 7 de juny de 1348 mort)
- Pietro da Briva, O.Min. † (7 de gener de 1349 - vers 1364 mort)
- Rainaldo da San Benedetto † (22 d'abril de 1364 - vers 1372 mort)
- Giovanni da Rocca, O.Min. † (7 d'abril de 1372 - vers 1377 mort)
- Roberto Baccari † (4 d'octubre de 1377 - 1388)
- Giovanni † (1388 - 1395 mort)
- Bartolomeo Vanni, O.E.S.A. † (5 de febrer de 1395 - 1402 nomenat bisbe de Scutari)
- Stefano Goberno, O.Min. † (5 de març de 1403 - 1413 mort)
- Antonio Galluzzi † (13 de febrer de 1413 - 1415 mort)
- Antonio de Fede, O.Carm. † (15 de febrer de 1415 - 1443 mort)
- Angelo Mazziotta † (15 d'abril de 1441 - finals de 1452 mort)
- Antonio de Clemente † (13 d'abril de 1472 - 1495 mort)
- Angelo Marotti † (24 de juliol de 1495 - ?)
- Maurilio Giannotti † (finals de 1495 - 1505 mort)
- Matteo Orsini † (8 de novembre de 1505 - 1512 mort)
  - Gabriele Orsini † (19 de gener de 1512 - 1519 dimití) (bisbe electe)
- Giovanni Antonio Gallo † (9 d'agost de 1519 - 1543 mort)
- Lorenzo Spada, O.F.M.Conv. † (1 de juny de 1543 - 1544 mort)
  - Marino Gennari † (13 d'agost de 1544 - 1544 mort) (bisbe electe)
- Berenguer Gombau † (27 d'octubre de 1544 - 1551 mort)
- Gaspare Ricciullo del Fosso, O.M. † (22 d'abril de 1551 - 17 de juliol de 1560 nomenat arquebisbe de Reggio Calàbria)
- Giulio Magnani, O.F.M.Conv. † (17 de juliol de 1560 - 1566 mort)
- Paolo Terracino † (10 de juny de 1566 - 1575 mort)
- Ascanio Marchesini † (23 de setembre de 1575 - 1580 mort)
- Scipione Bozzuti † (24 de febrer de 1580 - 14 de febrer de 1582 nomenat bisbe de Lucera)
- Fabio Maranta † (5 de març de 1582 - 1619 mort)
- Gregorio Del Bufalo † (8 d'abril de 1619 - 1623 mort)
- Gennaro Filomarino, C.R. † (18 de desembre de 1623 - d'octubre de 1650 mort)
- Francesco Falcucci † (19 de desembre de 1650 - 1659 mort)
- Vincenzo Carafa, C.R.L. † (8 d'agost de 1661 - 1679 mort)
- Vincenzo Maria de Silva, O.P. † (10 d'abril de 1679 - juliol de 1702 mort)
- Giovanbattista Caracciolo, C.R. † (15 de gener de 1703 - 5 de novembre de 1714 mort)
  - Sede vacante (1714-1720)
  - Giovanni Carafa, C.R. † (1719 - 17 d'agost de 1719 mort) (bisbe electe)
- Filippo Positano † (16 de desembre de 1720 - desembre de 1732 mort)
- Gennaro Maria Danza † (2 de març de 1733 - 1740 mort)
- Giuseppe Barone † (29 de maig de 1741 - 12 de gener de 1742 mort)
- Francesco Agnello Fragianni † (28 de febrer de 1742 - d'abril de 1756 mort)
- Giuseppe Maria Capece Zurlo, C.R. † (24 de maig de 1756 - 16 de desembre de 1782 nomenat arquebisbe de Nàpols)
  - Sede vacante (1782-1792)
- Andrea de Lucia † (27 de febrer de 1792 - 27 de juny de 1818 nomenat bisbe de Calvi e Teano)

### Bisbes de Calvi i Teano
- Andrea de Lucia † (28 de juny de 1818 - 1830 dimití)
- Giuseppe Pezzella, O.S.A. † (1830 - 3 de gener de 1833 mort)
- Giuseppe Trama † (20 de gener de 1834 - 6 d'octubre de 1837 dimití)
- Nicola Sterlini † (27 d'abril de 1840 - 3 d'abril de 1860 mort)
- Bartolomeo d'Avanzo † (13 de juliol de 1860 - 20 d'octubre de 1884 mort)
- Alfonso Maria Giordano, C.SS.R. † (20 d'octubre de 1884 - 16 de desembre de 1907 dimití)
- Albino Pella † (19 d'agost de 1908 - 2 d'abril de 1915 nomenat bisbe de Casale Monferrato)
- Calogero Licata † (14 d'abril de 1916 - 25 d'agost de 1924 mort)
- Giuseppe Marcozzi † (14 d'agost de 1926 - 21 d'abril de 1940 mort)
- Giacinto Tamburini † (6 de març de 1941 - 8 de gener de 1944 mort)
- Vincenzo Bonaventura Medori † (17 de juliol de 1945 - 12 d'agost de 1950 mort)
- Giacomo Palombella † (3 de gener de 1951 - 2 de juliol de 1954 nomenat arquebisbe de Matera)
- Matteo Guido Sperandeo † (5 de setembre de 1954 - 17 d'agost de 1984 jubilat)
- Felice Cece (17 d'agost de 1984 - 30 de setembre de 1986 nomenat bisbe de Teano-Calvi)

### Bisbes de Teano-Calvi
- Felice Cece (30 de setembre de 1986 - 8 de febrer de 1989 nomenat arquebisbe de Sorrento-Castellammare di Stabia)
- Francesco Tommasiello † (15 de juliol de 1989 - 25 d'octubre de 2005 mort)
- Arturo Aiello, des del 13 de maig de 2006

## Estadístiques
A finals del 2010, la diòcesi tenia 81.200 batejats sobre una població de 83.000 persones, equivalent al 97,8% del total.
| any  | població | població | població | sacerdots | sacerdots       | sacerdots       | sacerdots             | diaques | religiosos | religiosos | parroquies |
| ---- | -------- | -------- | -------- | --------- | --------------- | --------------- | --------------------- | ------- | ---------- | ---------- | ---------- |
| any  | batejats | total    | %        | total     | clergat secular | clergat regular | batejats por sacerdot | diaques | homes      | dones      |            |
| 1949 | 74.000   | 74.000   | 100,0    | 177       | 133             | 44              | 418                   |         | 24         | 50         | 107        |
| 1959 | 74.000   | 74.000   | 100,0    | 155       | 119             | 36              | 477                   |         | 35         | 70         | 106        |
| 1970 | 86.000   | 86.000   | 100,0    | 125       | 97              | 28              | 688                   |         | 33         | 95         | 106        |
| 1980 | 88.400   | 89.100   | 99,2     | 114       | 84              | 30              | 775                   |         | 35         | 60         | 106        |
| 1990 | 80.400   | 80.600   | 99,8     | 95        | 73              | 22              | 846                   |         | 27         | 115        | 70         |
| 1999 | 80.000   | 80.150   | 99,8     | 83        | 57              | 26              | 963                   |         | 28         | 84         | 70         |
| 2000 | 80.000   | 80.150   | 99,8     | 79        | 53              | 26              | 1.012                 |         | 30         | 84         | 70         |
| 2001 | 78.000   | 80.000   | 97,5     | 77        | 52              | 25              | 1.012                 |         | 29         | 84         | 70         |
| 2002 | 80.000   | 80.000   | 100,0    | 77        | 52              | 25              | 1.038                 |         | 29         | 84         | 70         |
| 2003 | 80.000   | 80.000   | 100,0    | 54        | 51              | 3               | 1.481                 |         | 4          | 84         | 70         |
| 2004 | 80.000   | 80.000   | 100,0    | 46        | 45              | 1               | 1.739                 | 5       | 3          | 84         | 70         |
| 2010 | 81.200   | 83.000   | 97,8     | 63        | 49              | 14              | 1.288                 | 9       | 17         | 70         | 70         |

### Diòcesi de Teano
- Dades publicades a www.catholic-hierarchy.org a la pàgina Diocese of Teano (anglès)
- Francesco Lanzoni, Le diocesi d'Italia dalle origini al principio del secolo VII (an. 604), vol. I, Faenza 1927, p. 186 (italià)
- Pius Bonifacius Gams, Series episcoporum Ecclesiae Catholicae, Leipzig 1931, pp. 930–931 (llatí)
- Konrad Eubel, Hierarchia Catholica Medii Aevi, vol. 1 Arxivat 2019-07-09 a Wayback Machine., pp. 480–481; vol. 2 Arxivat 2018-10-04 a Wayback Machine., pp. XXXIX, 249; vol. 3 Arxivat 2019-03-21 a Wayback Machine., p. 311; vol. 4 Arxivat 2018-10-04 a Wayback Machine., p. 331; vol. 5, p. 373; vol. 6, p. 399 (llatí)

### Diòcesi de Calvi
- Francesco Lanzoni, Le diocesi d'Italia dalle origini al principio del secolo VII (an. 604), vol. I, Faenza 1927, pp. 186–189 (italià)
- Pius Bonifacius Gams, Series episcoporum Ecclesiae Catholicae, Leipzig 1931, pp. 864–865 (llatí)
- Konrad Eubel, Hierarchia Catholica Medii Aevi, vol. 1 Arxivat 2019-07-09 a Wayback Machine., p. 159; vol. 2 Arxivat 2018-10-04 a Wayback Machine., pp. XVII, 115; vol. 3 Arxivat 2019-03-21 a Wayback Machine., pp. 147–148; vol. 4 Arxivat 2018-10-04 a Wayback Machine., p. 130; vol. 5, pp. 137–138; vol. 6, p. 141 (llatí)